# Kasjatag
Kasjatag (Armeens: Քաշաթաղ; Engels: Qashatagh) was een gewest van de internationaal niet-erkende Republiek Nagorno-Karabach met Berdzor (Laçın) als bestuurlijk centrum. Het gewest was 3377 km² groot met 9300 inwoners in 2015. De belangrijke Laçın-corridor liep door het gewest.
Het gewest Kasjatag was onderverdeeld in 52 gemeenten, waarvan drie met stadstitel: Berdzor, Kovsakan en Midzjnavan. In het westen grensde Kasjatag aan Armenië, in het zuiden aan Iran. Als gevolg van de Azerbeidzjaanse aanval op Nagorno-Karabach in 2023 kwam dit gewest onder Azerbeidzjaanse controle.

## Geschiedenis

Armenië, Nagorno-Karabach en Azerbeidzjan. Het gebied van de voormalige Nagorno-Karabachse Autonome Oblast omlijnd met rood. Het gebied onder de feitelijke jurisdictie van de Republiek Artsach in het bruin.

Een groot deel van het gewest behoorde niet tot de oorspronkelijke Nagorno-Karabachse Autonome Oblast. In de loop van de eerste oorlog in Nagorno-Karabach hebben de Armeniërs niet alleen de voormalige autonome oblast onder controle gekregen, maar ook de omstreken bezet om zo verbinding te krijgen met Armenië. Daarmee werd ook een veiligheidsgordel gevormd. Veel oorspronkelijke Azerbeidzjaanse bewoners verlieten het gebied, waardoor het dunbevolkt bleef.
In 2020 kwam het gewest onder Azerbeidzjaanse controle te staan na de oorlog in Nagorno-Karabach in 2020. Op 26 augustus 2022 werden Berdzor en het resterende deel dat onder controle van een Russische vredesmacht stond, ook overgedragen aan Azerbeidzjan.
De bevolking in het gewest hield zich voornamelijk bezig met landbouw en veeteelt. 
Askeran · Hadroet · Kasjatag · Mardakert · Martoeni · Sjahoemian · Sjoesji · Stepanakert